# Comando de Aeródromo A (o) 36/VII
El Comando de Aeródromo A (o) 36/VII (Flieger-Horst-Kommandantur A (o) 36/VII) fue una unidad de la Luftwaffe durante la Segunda Guerra Mundial.

## Historia
Fue formado el 15 de junio de 1944 en Schweinfurt, a partir del Comando de Aeródromo A (o) 20/XII.

## Comandantes
- Teniente coronel Hans Schinnerer – (15 de junio de 1944 – 27 de julio de 1944)
- Mayor Otto Schön – (27 de julio de 1944 – 8 de mayo de 1945)

## Servicios
- junio de 1944 – septiembre de 1944: en Schweinfurt bajo el Comando de Base Aérea 14/VII.
- septiembre de 1944 – mayo de 1945: en Schweinfurt bajo el Comando de Base Aérea 4/VII.